# Eros greco antico
Gli antichi Greci usavano la parola eros (ἔρως) per far riferimento a diversi aspetti dell'amore. Questa vasta gamma di significati si esprime con la pluralità di termini con cui in greco ci si riferisce all'amore, il che riflette tutta la versatilità e complessità del loro eros.
Il termine viene usato per descrivere non solo il rapporto coniugale più affettuoso e tenero che può esserci tra un uomo ed una donna, ma anche la relazione in varie forme istituzionalizzata della pederastia pedagogica (Eros paidikos, παιδικός ἔρως) sancito ufficialmente fin dall'epoca più arcaica in alcune polis (Vedi pederastia cretese). L'importanza dell'eros per gli antichi Greci era tale che il dio Eros dell'amore diventa, secondo la cosmogonia di Esiodo, la divinità primordiale, il primo dio che appare nel mondo, il più antico di tutti.
Anche gli antichi filosofi fin da principio descrissero il loro desiderio di conoscenza come una forma sublimata di eros, che diviene subito uno dei temi centrali delle loro riflessioni ed analisi. In particolare Platone ha dedicato due dei suoi maggiori "dialoghi socratici", il Simposio e il Fedro, alla discussione delle dimensioni filosofiche dell'eros, in particolare l'amore pederastico.
Nel Fedro viene detto che il miglior eros, quello di un uomo nei confronti di un ragazzo, sia una forma di follia divina nonché un dono degli Dèi, e che la sua più autentica espressione viene premiata dopo la morte fisica; il Simposio d'altra parte si lancia in meticolosi dettagli descrittivi del metodo con cui l'amore assume via via l'aspetto sia di bellezza che di saggezza. Il concetto di amore platonico deriva da molti influenti scritti del filosofo e descrive l'amore appassionato ma casto di un uomo per un giovane.

## Eros maritale-civile
Vi sono alcune testimonianze scritte nei riguardi della vita delle donne e dei loro amori nella Grecia antica. La maggior parte di loro non venivano educate tanto o alla stessa maniera degli uomini; tuttavia alcuni storici hanno recentemente analizzato la vita quotidiana femminile nell'Ellade suggerendo che le donne possano esser state oggetto di eros più spesso di quanto non si fosse precedentemente creduto e che anche l'amore degli uomini per le donne possa esser stato almeno in parte un ideale da raggiungere, alla stregua di quello nei confronti dei ragazzi.
Ad Atene il predominio maschile all'interno del rapporto coniugale è ben espresso dalle storie che coinvolgono gli importanti statisti Alcibiade e Pericle: il primo era sposato con Hipparete, la figlia di Ipponico III. Secondo Plutarco la donna amava sinceramente il marito, nonostante ciò voleva ad un certo punto divorziare da lui in quanto l'uomo frequentava le cortigiane: visse comunque assieme a lui fino alla sua morte e gli diede due figli, un maschio ed una femmina.
Ma un altro famosissimo rapporto vigente tra un uomo ed una donna fu quello che coinvolse lo statista Pericle e la bellissima Aspasia: la donna era nativa della città di Mileto in Asia minore ed era probabilmente un'etera (Hetaerae erano le intrattenitrici ad alto livello professionale, molto spesso assimilate alla figura della cortigiana). Divenne l'amante dell'uomo politico ateniese verso il 449-8 a.C. e, dopo il divorzio dalla prima moglie da parte di lui avvenuta nel 445 a.C., ha iniziato a convivere assieme sotto lo stesso tetto (anche se il suo stato civile rimase in parte controverso).
A Sparta rispetto ad Atene lo status sociale delle donne era maggiormente riconosciuto e i riti coniugali erano celebrati con grande sfarzo: vi era una elaborata preparazione in attesa della prima notte di nozze: l'uomo doveva simbolicamente rapire la futura moglie mentre questa aveva i capelli tagliati corti ed era vestita con abiti da ragazzo. Il risultato ideale del matrimonio (quindi anche di eros) a Sparta era la nascita di un bambino sano, possibilmente maschio.

## Eros paidikos
Secondo i maggiori studi moderni l'eros paidikos, ossia la pederastia pedagogica, si pensa sia stata introdotta attorno al 630 a.C. Entro la fine del V sec, i miti riguardanti relazioni d'amore tra divinità ed eroi maschili diventano sempre più frequenti, mentre i poeti avevano assegnato almeno un eromenos ad ogni dio importante del loro pantheon ad eccezione di Ares e amolte figure leggendarie: miti preesistenti come ad esempio la storia di Achille e Patroclo vengono sempre più ad assumere anche una valenza pederastica.
L'istituzione pederastica sembra aver avuto le sue radici tra il popolo dei Dori, dove era una forma ufficialmente riconosciuta di legame sentimentale e educativo tra un uomo adulto e un adolescente maschio. Secondo Platone i Dori sono stati anche i primi a dare un significato pederastico al mito di Ganimede.
A Sparta la relazione tra l'erastès (εισπνήλας, era la parola spartana) e l'eromenos (αΐτας) era non solo accettato ed ammesso ma esplicitamente richiesto dalla legge: il primo era considerato come guardiano, protettore, educatore in senso lato nonché istruttore militare del secondo, ed era ritenuto responsabile delle eventuali malefatte compiute da quest'ultimo. La civiltà micenea è considerato come il luogo di nascita di questo tipo di eros..
Ricercatori esperti della civiltà spartana come Paul Cartledge rimangono tuttavia abbastanza incerti circa l'aspetto più eminentemente sessuale che poteva assumere l'istituto pederastico: egli sottolinea che i termini erastes ed eromenos hanno un contenuto etico-sociale e pedagogico, indicante per lo più una relazione di carattere paternalistico, ma sostiene altresì che i rapporti sessuali erano possibili in alcuni o nella maggior parte dei casi. La natura di queste possibili relazioni intime rimane tuttavia da alcuni in parte contestato.
Secondo il classicista greco Sikoutris l'eros paidikos era strettamente interconnesso col concetto di educazione (αγωγή) e di solito lo produceva, ampliando così di molto i rapporti amichevoli tra i cittadini. Il ruolo della pederastia pedagogica all'interno della società greca antica degrada però sempre più dopo il IV sec, quando l'organizzazione della polis si fa in parte più sciolta e a maglie allargate di quanto non fosse mai stata prima: i cittadini divengono soggetti, irrompe nella scena politica democratica la demagogia e quindi non coltivano più le virtù originali che eros offre.

## Eros platonico
Secondo Platone, l'eros può essere indirizzato verso il pensiero, diventando «amore per la sapienza», cioè philos + sophia («filosofia»), comprensivo di formazione matematica, etica e ascetica, anziché dissipato in un atto sessuale: l'energia erotica può essere utilizzata cioè come veicolo per la trasformazione della coscienza e l'unione intima col divino. Simbolo di questa elevazione è la figura di Diotima. Nel Simposio l'eros sublimato è descritto come forza universale che muove tutte le cose verso la pace, la perfezione e la divinità. La personificazione stessa di Eros è descritta come un Daimon, una creatura cioè che sta a metà tra la divinità e la mortalità.